# 卡皮奧馬鎮區 (堪薩斯州尼馬哈縣)
卡皮奧馬鎮區（英語：Capioma Township）為美國堪薩斯州尼馬哈縣轄下的鎮區。2010年美国人口普查中此鎮區人口有147人。

## 地理
卡皮奧馬鎮區涵蓋總面積為93.4平方（36.08平方英里），其中陸地面積為93.1平方（35.96平方英里），水域面積為0.31平方（0.12平方英里）或0.33%。海拔高度394（1,293英尺）。

## 人口統計
根據2010年美國人口普查，卡皮奧馬鎮區人口有147人，其中男性有85人，女性有62人，人口密度為每平方公里1.57人，住房計69戶。鎮區內的白人有145人，非裔美國人有1人，美洲原住民有0人，亞裔美國人有0人，太平洋島裔美國人有0人，其他種族有1人，混血種族則有0人。此外鎮區內有1人為西班牙裔或拉丁裔美國人。此鎮區之年齡中位數為42.8歲，而男性年齡中位數為39.5歲，女性年齡中位數為48歲。